# Йохан Филип фон Шьонборн
Йохан Филип фон Шьонборн (на немски: Johann Philipp von Schönborn; * 6 август 1605, замък Ешбах, Лаубузешбах, днес във Вайлмюнстер; † 12 февруари 1673, Вюрцбург) от благородническата фамилия Шьонборн, е курфюрст и архиепископ на Майнц (от 1647), княжески епископ на Вюрцбург (от 1642) и епископ на Вормс (от 1663) и един от идеолозите на Вестфалския мирен договор от 1648 г.

## Живот
Той е големият син на фрайхер Георг Фридрих фон Шьонборн (1574 – 1613), амтман в Курфюрство Майнц, и съпругата му фрайин Мария Барбара фон дер Лайен (1582 – 1631), дъщеря на Филип Ервайн фон дер Лайен († 1593) и Анна дон Хепенхайм/фон Заал († сл. 1572). Потомък е на Хайнрих фон Шьонборн († пр. 1284) и Гизела фон Тифенбах († сл. 1286). Брат му фрайхер Филип Ервайн фон Шьонборн (1607 – 1668) е баща на Лотар Франц фон Шьонборн (1655 – 1729), княжески епископ на Бамберг (1693 – 1729), курфюрст и архиепископ на Майнц (1695 – 1729).
Йохан Филип учи във Вайлбург, Майнц (Йезуитския колег), Орлеан и в Сиена също право. Той става през 1621 г. катедрален Domicellarius/Domherr във Вюрцбург, 1625 г. в Майнц. Ръкоположен е на 12 май 1626 г. в Майнц. През 1629 г. става член на катедралния капител във Вюрцбург. През 1631 г. той бяга от нахлуващите шведи в Кьолн.
На 8 септември 1642 г. Йохан Филип става императорски офицер на кавалерията. През 1642 г. е номиниран за княжески епископ на Вюрцбург и участва в мирните преговори през Тридесетгодишната война (Вестфалски мирен договор). На 8 септември 1645 г. той е помазан за вай-епископ на Майнц от Хайнрих Волтер фон Щреверсдорф. Опитният като офицер във войната Йохан Филип започва да окрепява замъка и град Вюрцбург.
На 19 ноември 1647 г. метрополитският капител на Майнц го избира за архиепископ. Палиумът получава от папата едва на 13 септември 1649 г. Политиката на курфюрста първо е ориентирана към императора, но от 1655 г. се доближава до Франция. През 1658 г. той забавя избора на Леополд I за император, след като също Луи XIV, „Слънчевият крал“, посяга към короната.
През 1662 г. Йохан Филип основава библиотеката „Мартинус“ в Майнц. През 1642 г. архиепископът нарежда истинското изгонване на евреите от Вюрцбург. Това решение важи до 1803 г.
По времето на Йохан Филип град Майнц е построен като крепост.
Йохан Филип фон Шьонборн умира на 12 февруари 1673 г. във Вюрцбург, прочут като Германския Саломон, Баща на Отечеството и Мирен княз. Той е погребан във Вюрцбург, сърцето му обаче е пренесено в Майнц, където е погребано в катедралата на Майнц. Тамошният му гробен паметник го нарича един истински велик (einen wahrhaft Großen).